# 哥本哈根环线铁路
哥本哈根环线铁路（丹麦语：Ringbanen）是丹麦的一条铁路线路，实际上仅为西部半环，横跨哥本哈根市镇和腓特烈斯贝市镇。曾用名“哥本哈根货运环线铁路（丹麦语：Godsringbanen或Godsbaneringen）”。现由丹麦国家铁路下属的哥本哈根市郊铁路使用。 北起海勒鲁普站，南至哥本哈根南站。
现时行走哥本哈根环线铁路全线的哥本哈根市郊铁路F线的运营时间为5:30—0:50。周一至周五7:00至19:00发车间隔为5分钟，其余时段为10分钟。

## 运营中车站
| 车站           | 里程     | 途径哥本哈根市郊铁路线路 |
| -------------- | -------- | ------------------------ |
| 海勒鲁普站     | 0千米    |                          |
| 吕帕肯站       | 1.8千米  |                          |
| 比斯珀比约站   | 3.2千米  |                          |
| 诺勒布罗站     | 4.1千米  |                          |
| 富勒巴肯站     | 5.2千米  |                          |
| 格伦达尔站     | 6千米    |                          |
| 弗林特霍尔姆站 | 7.2千米  |                          |
| KB体育馆站     | 8.2千米  |                          |
| 奥尔霍尔姆站   | 8.8千米  |                          |
| 丹斯霍伊站     | 9.7千米  |                          |
| 维厄斯莱乌街站 | 10.4千米 |                          |
| 哥本哈根南站   | 11.7千米 |                          |

## 历史
1901年，位于哥本哈根火车总站以南的哥本哈根货运火车站启用后时，货运列车仍延途径海勒鲁普站、诺勒布罗站、腓特烈斯贝站、Vigerslev站的旧线进出哥本哈根货运火车站。这一旧式铁路线有很多平交道，因而有人提出了修建一条立交化的铁路新线取而代之的规划，即现在的“哥本哈根环线铁路”。
1930年，哥本哈根环线铁路全线通车。诺勒布罗站随之搬至现址。 在当时，今丹斯霍伊站一带设有通往哥本哈根货运火车站和罗斯基勒站的铁路连接线，那时的弗林特霍尔姆站附近还设有哥本哈根环线铁路和腓特烈斯贝铁路、腓特烈松铁路的连接线（该铁路连接线现已拆除）。 哥本哈根环线铁路全线贯通之初，仅有海勒鲁普站、灵比路站（今吕帕肯站）、诺勒布罗站、戈特霍布路站（今格伦达尔站）办理客运。1934年4月3日，全电气化通勤铁路哥本哈根市郊铁路首通时的线路亦途径哥本哈根环线铁路和腓特烈斯贝铁路，哥本哈根市郊铁路首通线路为：
- 腓特烈斯贝站⟷万勒瑟站⟷戈特霍布路站⟷诺勒布罗站⟷灵比路站⟷海勒鲁普站⟷夏洛滕隆站⟷奥德鲁普站⟷克兰彭堡站

1936年，位于戈特霍布路站和诺勒布罗站之间的富勒巴肯站启用。1972年，“灵比路站”更名为“吕帕肯站”。20世纪70年代中期，哈勒森林铁路改线，吕帕肯站成为了哥本哈根环线铁路和哈勒森林铁路的交汇站。
20世纪90年代，为配合新建的公铁两用隧桥——厄勒海峡大桥，哥本哈根及周边地区的铁路线路进行了较大的调整。1995年至2001年间，与哥本哈根环线铁路相交的腓特烈斯贝铁路分段关闭并改建为哥本哈根地铁的一部分，改建为哥本哈根地铁的工程于2003年全面完工。货运列车亦于20世纪90年代退出哥本哈根环线铁路。2004年，弗林特霍尔姆站新站房启用，该站为哥本哈根市郊铁路和哥本哈根地铁的换乘站。2005年1月8日，新埃勒比约站临时站房启用，运行在哥本哈根环线铁路上的哥本哈根市郊铁路列车由埃勒比约站改至新埃勒比约站停靠。
2006年11月16日，现在的哥本哈根环线铁路南端终点新埃勒比约站正式站房启用。2007年1月5日，新埃勒比约站的前身埃勒比约站全面关闭。次日，新埃勒比约站完全取代埃勒比约站的功能。2023年12月10日，新埃勒比约站更名为哥本哈根南站，更名的目的之一是体现该站作为哥本哈根铁路交通枢纽站的定位，该站目前还是哥本哈根市郊铁路和主线铁路的换乘站。

## 未来发展
丹麦交通部曾计划将哥本哈根环线铁路改建为“哥本哈根地铁5号线”。这一规划现已被搁置，改为哥本哈根地铁4号线南延至新埃勒比约站并以该站作为哥本哈根市郊铁路和哥本哈根地铁的换乘站。现时哥本哈根环线铁路仅有弗林特霍尔姆站一座和哥本哈根地铁的换乘站。